# European League femminile 2010
La II European League di pallavolo femminile si è svolta dal 5 giugno al 25 luglio 2010. Dopo la fase a gironi che si è giocata dal 5 giugno al 18 luglio, la fase finale, a cui si qualificate le prime tre squadre classificate tra i due gironi di qualificazione, più la Turchia, paese ospitante, si è svolta dal 24 al 25 luglio ad Ankara, in Turchia. Alla competizione hanno partecipato 8 squadre nazionali europee e la vittoria finale è andata per la seconda volta consecutiva alla Serbia, che si è qualificata anche per il World Grand Prix 2011.

## Squadre partecipanti
- Bulgaria
- Grecia
- Israele
- Regno Unito
- Romania
- Serbia
- Spagna
- Turchia

## Gironi
| Girone A                            | Girone B                      |
| ----------------------------------- | ----------------------------- |
| Bulgaria Regno Unito Romania Serbia | Grecia Israele Spagna Turchia |

## Prima fase

### Girone B

#### Risultati
- * Le partite tra Turchia e Israele sono state annullate dal comitato esecutivo della CEV a causa della situazione politica tesa tra i due paesi: il punteggio è stato deciso a tavolino.

## Fase finale

### Finali 1º e 3º posto -Ankara
|  | Semifinali | Semifinali | Semifinali |          |        | Finale 1º/2º posto | Finale 1º/2º posto | Finale 1º/2º posto |  |
|  |            |            |            |          |        |                    |                    |                    |  |
|  | Israele    | Israele    | 0          |          |        |                    |                    |                    |  |
|  | Israele    | Israele    | 0          |          |        |                    |                    |                    |  |
|  | Serbia     | Serbia     | 3          |          |        |                    |                    |                    |  |
|  | Serbia     | Serbia     | 3          |          | Serbia | Serbia             | 3                  |                    |  |
|  |            |            |            |          | Serbia | Serbia             | 3                  |                    |  |
|  |            |            | Bulgaria   | Bulgaria | 1      |                    |                    |                    |  |
|  | Turchia    | Turchia    | Bulgaria   | Bulgaria | 1      | 2                  |                    |                    |  |
|  | Turchia    | Turchia    |            |          |        | 2                  |                    |                    |  |
|  | Bulgaria   | Bulgaria   | 3          |          |        | Finale 3º/4º posto | Finale 3º/4º posto | Finale 3º/4º posto |  |
|  | Bulgaria   | Bulgaria   | 3          |          |        |                    |                    |                    |  |
|  |            |            |            |          |        |                    |                    |                    |  |
|  |            |            |            |          |        | Israele            | Israele            | 0                  |  |
|  |            |            |            |          |        | Israele            | Israele            | 0                  |  |
|  |            |            |            |          |        | Turchia            | Turchia            | 3                  |  |

## Podio

### Campione
Template:Serbia femminile pallavolo European League 2010

### Secondo posto
Template:Bulgaria femminile pallavolo European League 2010

### Terzo posto
Template:Turchia femminile pallavolo European League 2010

## Classifica finale
| Classifica | Squadre     | Qualificazione        |
| ---------- | ----------- | --------------------- |
|            | Serbia      | World Grand Prix 2011 |
|            | Bulgaria    |                       |
|            | Turchia     |                       |
| 4          | Israele     |                       |
| 5          | Spagna      |                       |
| 6          | Romania     |                       |
| 7          | Grecia      |                       |
| 8          | Regno Unito |                       |